# Кравчинский, Валерий Кириллович
Вале́рий Кири́ллович Кравчи́нский (укр. Валерій Кирилович Кравчинський; 12 декабря 1938, Сосница, Черниговская область, Украинская ССР, СССР — февраль 2001) — советский футболист, защитник, мастер спорта СССР. С 1960 по 1970 год выступал за черниговскую «Десну» в классе «Б» (1960—1968) и во второй группе класса «А» (1969—1970), сыграл 364 матча в чемпионате СССР. В период с 1964 по 1970 год был капитаном команды.
После завершения карьеры игрока непродолжительное время работал тренером дублирующего состава «Десны», с 1971 года — инженером и конструктором на Черниговском заводе радиоприборов и научно-производственном комплексе «Вектор». Награждён орденом «Знак Почёта».

## Биография
Родился 12 декабря 1938 года в посёлке Сосница Черниговской области. В 1947 году вместе с родителями переехал в Чернигов. В детстве играл в футбол на Лесковице, принимал участие в неофициальных первенствах Чернигова среди уличных команд. В 1953 году записался в футбольную секцию, тренером которой был Александр Норов. В 1954—1956 годах выступал в составе сборных школьников Черниговской области. Впоследствии проходил обучение в Киевском политехникуме связи. В этот период играл за киевскую команду «Трудовые резервы», в составе которой стал финалистом зимнего первенства Киева. Летом 1958 года играл за АТК (Чернигов). В том сезоне команда одержала победу в чемпионате области и выступала в первенстве Украинской ССР. Также был игроком команды КФК «Спартак» (Чернигов).
Зимой 1960 года закончил обучение в политехникуме и был приглашён в новосозданную команду «Авангард» (с 1961 года — «Десна»). В 1962 году был назначен вице-капитаном, в августе 1964 года — капитаном команды. В 1965 году «Десна» достигла 1/8 финала Кубка СССР, одержав победы над 6 соперниками, в том числе коллективами класса «А» — «Шинником» и бакинским «Нефтяником». Кравчинский принял участие в матче 1/8 финала Кубка против «Кайрата», в котором «Десна» проиграла со счётом 3:4. Эту игру он считал лучшей в своей карьере и в истории «Десны». В 1967 году получил звание мастера спорта СССР.
Завершил карьеру футболиста в 1970 году. Осенью 1970 года был приглашён Олегом Базилевичем на должность тренера дубля «Десны», но находился на этой работе около месяца, поскольку после завершения сезона команда была расформирована. В 1971 году закончил Черниговский филиал Киевского политехнического института и устроился на работу в Черниговском радиоприборном заводе. На этом предприятии работал конструктором, старшим инженером и мастером цеха точной механики, занимал должности начальника отдела, главы профсоюзного комитета и заместителя главного инженера. До 39-летнего возраста играл в заводской футбольной команде «Проминь». Награждён орденом «Знак Почёта». В последние годы жизни работал инженером в научно-производственном комплексе «Вектор» (Зона отчуждения Чернобыльской АЭС). Умер от рака в феврале 2001 года в возрасте 62 лет.

## Статистика выступлений
| Клуб  | Сезон | Лига | Лига | Кубок | Кубок | Итого | Итого |
| Клуб  | Сезон | Игры | Голы | Игры  | Голы  | Игры  | Голы  |
| ----- | ----- | ---- | ---- | ----- | ----- | ----- | ----- |
| Десна | 1960  | 31   | 0    | 0     | 0     | 31    | 0     |
| Десна | 1961  | 24   | 0    | 2     | 0     | 26    | 0     |
| Десна | 1962  | 34   | 0    | 1     | 0     | 35    | 0     |
| Десна | 1963  | 38   | 0    | 1     | 0     | 39    | 0     |
| Десна | 1964  | 33   | 1    | 3     | 0     | 36    | 1     |
| Десна | 1965  | 38   | 0    | 9     | 0     | 47    | 0     |
| Десна | 1966  | 39   | 2    | 2     | 0     | 41    | 2     |
| Десна | 1967  | 40   | 0    | 0     | 0     | 40    | 0     |
| Десна | 1968  | 45   | 0    | 0     | 0     | 45    | 0     |
| Десна | 1969  | 41   | 0    | 0     | 0     | 41    | 0     |
| Десна | 1970  | 0    | 0    | 1     | 0     | 1     | 0     |
| Десна | Итого | 364  | 3    | 19    | 0     | 383   | 3     |